# Alex Michelsen
Alex Michelsen (Aliso Viejo, California, 25 de agosto de 2004) es un tenista profesional estadounidense.

## Trayectoria
Está comprometido a jugar tenis universitario en la Universidad de Georgia.

## Títulos ATP (0; 0+0)

### Individual (0)
| Leyenda                   |
| Grand Slam (0)            |
| ATP World Tour Finals (0) |
| ATP Masters 1000 (0)      |
| ATP World Tour 500 (0)    |
| ATP World Tour 250 (0)    |

#### Finalista (3)
| n.º | Fecha                | Torneo        | Superficie | Oponente en la final | Resultado        |
| --- | -------------------- | ------------- | ---------- | -------------------- | ---------------- |
| 1.  | 23 de julio de 2023  | Newport       | Hierba     | Adrian Mannarino     | 2-6, 4-6         |
| 2.  | 21 de julio de 2024  | Newport       | Hierba     | Marcos Giron         | 7-6(4), 3-6, 5-7 |
| 3.  | 24 de agosto de 2024 | Winston-Salem | Dura       | Lorenzo Sonego       | 0-6, 3-6         |

### Dobles (0)
| Leyenda                         |
| ------------------------------- |
| Grand Slam (0)                  |
| ATP World Tour Finals (0)       |
| ATP World Tour Masters 1000 (0) |
| ATP World Tour 500 (0)          |
| ATP World Tour 250 (0)          |

#### Finalista (2)
| N.º | Fecha                | Torneo     | Superficie | Pareja             | Oponentes en la final             | Resultado |
| --- | -------------------- | ---------- | ---------- | ------------------ | --------------------------------- | --------- |
| 1.  | 19 de agosto de 2024 | Cincinnati | Dura       | Mackenzie McDonald | Marcelo Arévalo Mate Pavić        | 2-6, 4-6  |
| 2.  | 15 de junio de 2025  | Stuttgart  | Hierba     | Rajeev Ram         | Santiago González Austin Krajicek | 4-6, 4-6  |

## Títulos ATP Challenger (3; 3+0)

### Individuales (3)
| N.° | Fecha                   | Torneo                  | Superficie    | Oponente en la final | Resultado     |
| --- | ----------------------- | ----------------------- | ------------- | -------------------- | ------------- |
| 1.  | 16 de julio de 2023     | Challenger de Chicago   | Dura          | Yuta Shimizu         | 7-5, 6-2      |
| 2.  | 12 de noviembre de 2023 | Challenger de Knoxville | Dura          | Denis Kudla          | 7-5, 4-6, 6-2 |
| 3.  | 4 de mayo de 2025       | Challenger de Estoril   | Tierra batida | Andrea Pellegrino    | 6-4, 6-4      |